# SoltyRei
SoltyRei (ソルティレイ, SorutiRei) est une série télévisée d'animation japonaise, produite par les studios Gonzo et AIC, qui combine des éléments du drame et de la science-fiction, sur les habitants d'une ville où une aurore polaire empêche les voyages aériens.
Elle est réalisée par Yoshimasa Hiraike (en).